# LOMO

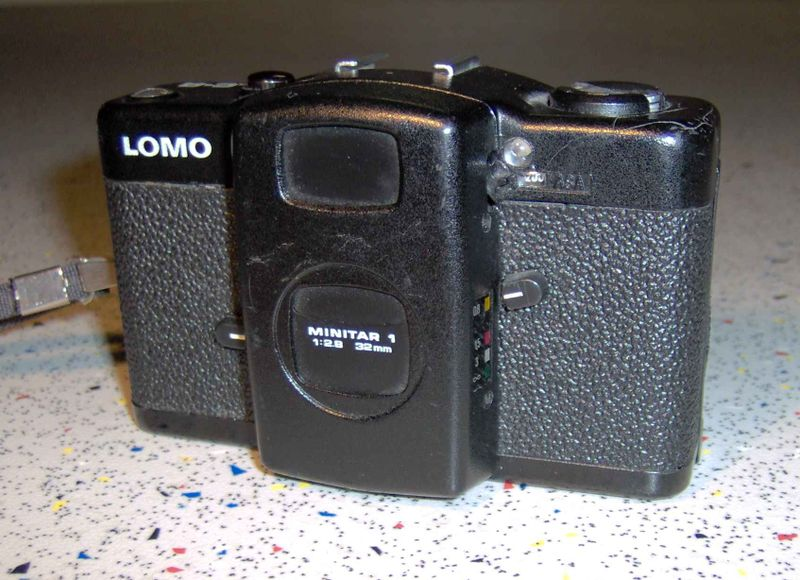
LOMO LC-A se zavřeným objektivem a hledáčkem

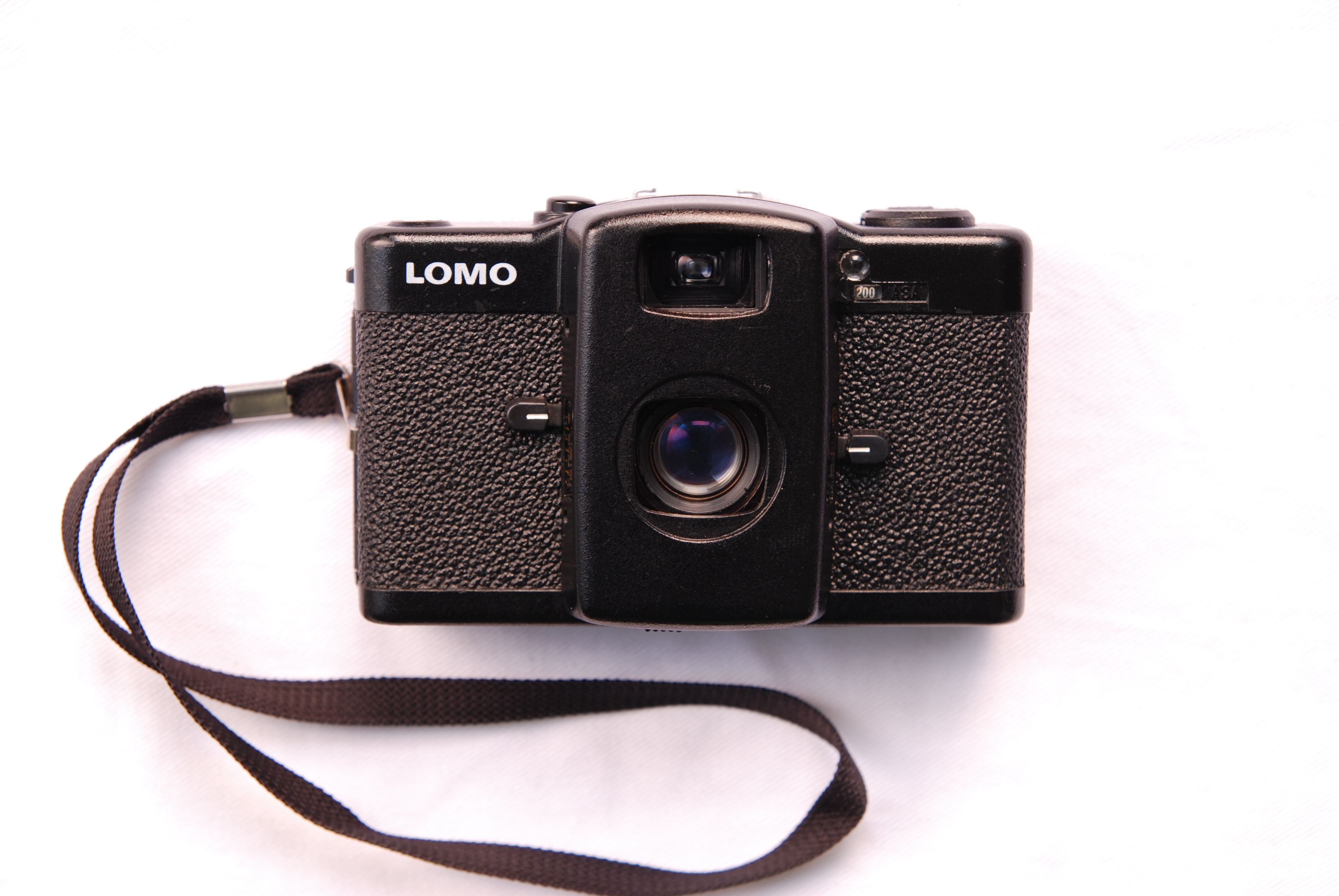
LOMO LC-A s otevřeným objektivem a hledáčkem

LOMO (ЛОМО) neboli Ленинградское оптико-механическое объединение (Leningradské opticko-mechanické sdružení) je výrobce optických přístrojů z ruského Petrohradu.

## Historie
Společnost byla založena roku 1914 pod názvem Ruská optická a mechanická společnost a stala se největším dodavatelem optických zařízení pro ruskou armádu v první světové válce. Vyrábí vojenské, vědecké a spotřební optické přístroje. První ruský fotoaparát zde byl vyroben v roce 1930.
Společnost získala certifikát ISO 9001 a vyváží své produkty do celého světa.
Mezi hlavní produkty patří například série Maksutovových teleskopů, které jsou oblíbené zvláště mezi astronomy amatéry.
Ze spotřebních přístrojů je to například kompaktní fotoaparát LOMO LC-A, vyráběný v letech 1982–2005. Tento fotoaparát si i přes nízkou kvalitu oblíbily tisíce lidí na celém světě, neboť právě špatná technická kvalita dává výsledné fotografii originální a nezaměnitelný rukopis. Fotografování tímto fotoaparátem se začalo na počátku 90. let označovat jako lomografie.